# Одеса (футбольний клуб)
Це стаття про футбольний клуб, заснований 2011 року. Про футбольний клуб, що існував з 1944 по 1999 роки, див. Одеса (спортивний клуб).
Футбо́льний клуб «Оде́са» — український футбольний клуб з міста Одеси, утворений 2011 року на базі клубу «Дністер» з Овідіополя. Виступав у першій лізі чемпіонату України. 26 липня 2013 року команда знялася зі змагань і вийшла зі складу ПФЛ.

## Історія
- Перший товариський матч «Одеса» провела 29 липня 2011 року проти молдовського «Тирасполя» (1:1).
- Перший офіційний матч — 16 липня 2011 проти «Енергетика» (2:2).
- Першу крупну перемогу клуб здобув 5 вересня 2011 року в 9-ому турі Першої ліги, з рахунком 4:0 розгромивши київське «Динамо-2».
- Найбільша поразка: 0:6 («Говерла-Закарпаття», 27 квітня 2012 року, Ужгород)

| Рік       | Ліга, зона, група | I  | В | Н  | П  | РМ    | О  | Місце    |
| --------- | ----------------- | -- | - | -- | -- | ----- | -- | -------- |
| 2011/2012 | Перша ліга        | 34 | 7 | 10 | 17 | 37−51 | 31 | 15 із 18 |
| Усього    | 1 чемпіонат       | 34 | 7 | 10 | 17 | 37−51 | 15 |          |